# Primer Gobierno Armengol
El Primer Gobierno Armengol  fue la composición del gobierno de las Islas Baleares desde el 2 de julio de 2015 hasta el 2 de julio de 2019 , durante la IX legislatura del Parlamento de las Islas Baleares. Fue presidido por Francina Armengol.

## Historia
Después de que el PSOE quedase como segunda fuerza en el Parlamento de las Islas Baleares tras las elecciones del 24 de mayo de 2015, Francina Armengol fue investida como Presidente del Gobierno de las Islas Baleares gracias a los votos de Podemos y MÉS por Mallorca en el Parlamento. La composición del Primer Gobierno Armengol comenzó el 2 de julio de 2015.
| ← Primer Gobierno de Francina Armengol → (2 de julio de 2015-2 de julio de 2019)                | ← Primer Gobierno de Francina Armengol → (2 de julio de 2015-2 de julio de 2019) | ← Primer Gobierno de Francina Armengol → (2 de julio de 2015-2 de julio de 2019) | ← Primer Gobierno de Francina Armengol → (2 de julio de 2015-2 de julio de 2019) |
| ----------------------------------------------------------------------------------------------- | -------------------------------------------------------------------------------- | -------------------------------------------------------------------------------- | -------------------------------------------------------------------------------- |
| Partido político                                                                                |                                                                                  | Partido Socialista de las Islas Baleares                                         | Partido Socialista de las Islas Baleares                                         |
| Partido político                                                                                | Més per Mallorca                                                                 |                                                                                  |                                                                                  |
| Partido político                                                                                | Més per Menorca                                                                  |                                                                                  |                                                                                  |
| Partido político                                                                                | Independiente                                                                    |                                                                                  |                                                                                  |
| Presidencia                                                                                     |                                                                                  |                                                                                  |                                                                                  |
| Presidenta del Gobierno de las Islas Baleares                                                   |                                                                                  | Francesca Lluch Armengol i Socias 2 de julio de 2015-2 de julio de 2019          |                                                                                  |
| Vicepresidencia                                                                                 |                                                                                  |                                                                                  |                                                                                  |
| Vicepresidencia del Gobierno                                                                    |                                                                                  | Gabriel Barceló Milta 2 de julio de 2015-16 de diciembre de 2017                 |                                                                                  |
| Vicepresidencia del Gobierno                                                                    | Isabel Busquets Hidalgo 16 de diciembre de 2017 -2 de julio de 2019              |                                                                                  |                                                                                  |
| Consejerías                                                                                     |                                                                                  |                                                                                  |                                                                                  |
| Presidencia                                                                                     |                                                                                  | Marc Isaac Pons Pons 2 de julio de 2015-7 de abril de 2016                       |                                                                                  |
| Presidencia                                                                                     | Pilar Costa Serra 7 de abril de 2016-2 de julio de 2019                          |                                                                                  |                                                                                  |
| Hacienda y Administraciones Públicas                                                            |                                                                                  | Catalina Cladera Crespi 2 de julio de 2015-2 de julio de 2019                    |                                                                                  |
| Educación y Universidades                                                                       |                                                                                  | Martí Xavier March Cerdà 2 de julio de 2015-2 de julio de 2019                   |                                                                                  |
| Innovación, Investigación y Turismo                                                             |                                                                                  | Gabriel Barceló Milta 2 de julio de 2015-16 de diciembre de 2017                 |                                                                                  |
| Innovación, Investigación y Turismo                                                             | Isabel Busquets Hidalgo 16 de diciembre de 2017 -2 de julio de 2019              |                                                                                  |                                                                                  |
| Servicios Sociales y Cooperación                                                                |                                                                                  | Josefina Santiago Rodríguez 2 de julio de 2015-2 de julio de 2019                |                                                                                  |
| Salud                                                                                           |                                                                                  | Patricia Juana Gómez Picard 2 de julio de 2015-2 de julio de 2019                |                                                                                  |
| Trabajo, Comercio e Industria                                                                   |                                                                                  | Iago Negueruela Vázquez 2 de julio de 2015-2 de julio de 2019                    |                                                                                  |
| Medio Ambiente, Agricultura y Pesca                                                             |                                                                                  | Vicenç Vidal Matas 2 de julio de 2015-2 de julio de 2019                         |                                                                                  |
| Territorio, Energía y Movilidad                                                                 |                                                                                  | Joan Boned Roig 2 de julio de 2015-7 de abril de 2016                            |                                                                                  |
| Territorio, Energía y Movilidad                                                                 | Marc Isaac Pons Pons 7 de abril de 2016-2 de julio de 2019                       |                                                                                  |                                                                                  |
| Participación, Transparencia y Cultura (2015-2017) Cultura, Participación y Deporte (2017-2019) |                                                                                  | Esperança Camps Barber 2 de julio de 2015-7 de abril de 2016                     |                                                                                  |
| Participación, Transparencia y Cultura (2015-2017) Cultura, Participación y Deporte (2017-2019) | Ruth Mateu Vinent 7 de abril de 2016-4 de agosto de 2017                         |                                                                                  |                                                                                  |
| Participación, Transparencia y Cultura (2015-2017) Cultura, Participación y Deporte (2017-2019) | Francesc Tur Riera 4 de agosto de 2017-2 de julio de 2019                        |                                                                                  |                                                                                  |